# Campeonato Mundial de Ginástica Artística de 2009 - Trave feminino
A competição da trave feminino do Campeonato Mundial de Ginástica Artística de 2009 teve sua final disputada no dia 18 de outubro. A qualificatória que definiu as ginastas finalistas foi disputada em 14 de outubro

## Medalhistas
| Ouro   | CHN Deng Linlin     |
| Prata  | AUS Lauren Mitchell |
| Bronze | USA Ivana Hong      |

## Resultados

### Qualificatória

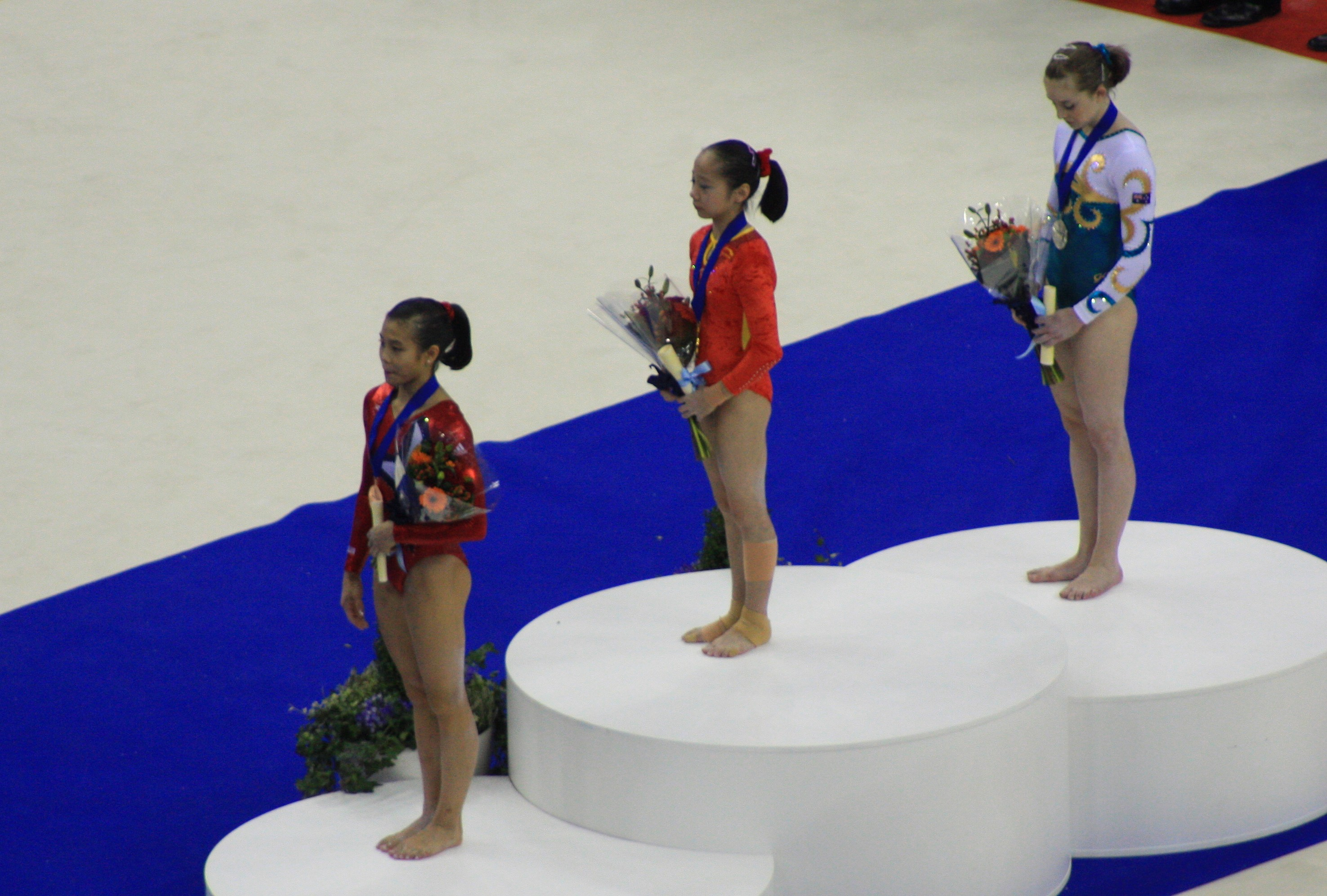
Pódio da trave: Ivana Hong (esquerda), Deng Linlin (centro) e Lauren Mitchell.

Esses são os resultados da qualificatória.
| Pos. | Ginasta                 | Total  | Nota |
| ---- | ----------------------- | ------ | ---- |
| 1    | ROU Ana Porgras         | 14,850 | Q    |
| 2    | PRK Kim Un Hyang        | 14,775 | Q    |
| 3    | CHN Deng Linlin         | 14,450 | Q    |
| 4    | USA Ivana Hong          | 14,400 | Q    |
| 5    | AUS Lauren Mitchell     | 14,400 | Q    |
| 6    | JPN Koko Tsurumi        | 14,375 | Q    |
| 7    | CHN Yang Yilin          | 14,375 | Q    |
| 8    | ITA Elisabetta Preziosa | 14,275 | Q    |
| 9    | USA Rebecca Bross       | 14,150 | R    |
| 10   | RUS Ksenia Semenova     | 14,075 | R    |
| 11   | ESP Ana María Izurieta  | 14,025 | R    |

- Q - qualificada para a final
- R - reserva

### Final
Esses são os resultados da final.
| Pos. | Ginasta                 | Nota D | Nota E | Pen. | Total  |
| ---- | ----------------------- | ------ | ------ | ---- | ------ |
|      | CHN Deng Linlin         | 6,400  | 8,600  |      | 15,000 |
|      | AUS Lauren Mitchell     | 6,300  | 8,575  |      | 14,875 |
|      | USA Ivana Hong          | 6,000  | 8,550  |      | 14,550 |
| 4    | PRK Kim Un Hyang        | 6,000  | 8,450  |      | 14,450 |
| 5    | ITA Elisabetta Preziosa | 5,800  | 8,400  |      | 14,200 |
| 6    | JPN Koko Tsurumi        | 5,700  | 8,500  | 0,1  | 14,100 |
| 7    | ROU Ana Porgras         | 6,400  | 7,025  |      | 13,425 |
| 8    | CHN Yang Yilin          | 5,600  | 7,525  |      | 13,125 |